# Catsfield
Catsfield är en ort och civil parish i Storbritannien.   Den ligger i grevskapet East Sussex och riksdelen England, i den södra delen av landet, 80 km sydost om huvudstaden London. Catsfield ligger 51 meter över havet och antalet invånare är 805.
Terrängen runt Catsfield är platt, och sluttar söderut.  Närmaste större samhälle är Eastbourne, 18,4 km sydväst om Catsfield. Trakten runt Catsfield består i huvudsak av gräsmarker.